# 2004-es U21-es labdarúgó-Európa-bajnokság
A 2004-es U21-es labdarúgó-Európa-bajnokság a tizennegyedik ilyen jellegű labdarúgó-torna volt ebben a korosztályban, melyet 2004. május 27. és június 8. között rendeztek meg Németországban. Az Európa-bajnoki címet Olaszország szerezte meg immáron ötödik alkalommal.
Az első 3 helyen végző együttes kijutott a 2004-es olimpiára.

## Selejtezők
A sorozatban induló 48 válogatottat 10 csoportba sorsolták. A selejtezők után a 9 csoportgyőztes és a 6 legjobb csoport második folytathatta és nyolcaddöntők keretein belül összesorsolták őket. Itt oda-visszavágós alapon megmérkőztek egymással. Az így kialakult 8 résztvevő közül választották ki később a torna házigazdáját.

## Résztvevők
| - Fehéroroszország - Horvátország - Németország (rendező) - Olaszország | - Portugália - Svájc - Svédország - Szerbia és Montenegró |

## Csoportkör
| Színmagyarázat                                                     |
| ------------------------------------------------------------------ |
| A csoportok első és második helyezettjei bejutottak az elődöntőbe. |
| A csoportok harmadik illetve negyedik helyezettjei kiestek.        |

### A csoport
| Csapat                | M | Gy | D | V | G+ | G– | Gk | P |
| --------------------- | - | -- | - | - | -- | -- | -- | - |
| Olaszország           | 3 | 2  | 0 | 1 | 4  | 3  | +1 | 6 |
| Szerbia és Montenegró | 3 | 2  | 0 | 1 | 6  | 5  | +1 | 6 |
| Fehéroroszország      | 3 | 1  | 1 | 1 | 4  | 4  | 0  | 4 |
| Horvátország          | 3 | 0  | 1 | 2 | 3  | 5  | –2 | 1 |

| 2004. május 27. 18:15 |

| Szerbia és Montenegró              | 3–2               | Horvátország             |
| ---------------------------------- | ----------------- | ------------------------ |
| Lazović 37' Lovre 47' Ivanović 86' | (1–0) Jegyzőkönyv | Eduardo 49' Kranjčar 68' |

| Niederrheinstadion, Oberhausen Játékvezető: Luis Medina Cantalejo (spanyol) |

| 2004. május 27. 20:45 |

| Olaszország   | 1–2               | Fehéroroszország        |
| ------------- | ----------------- | ----------------------- |
| Gilardino 58' | (0–2) Jegyzőkönyv | Kirenkin 6' A. Hleb 44' |

| Ruhrstadion, Bochum Játékvezető: Matthew David Messias (angol) |

| 2004. május 29. 15:30 |

| Fehéroroszország | 1–1               | Horvátország |
| ---------------- | ----------------- | ------------ |
| Kirylchyk 82'    | (0–1) Jegyzőkönyv | Lučić 38'    |

| Niederrheinstadion, Oberhausen Játékvezető: Michal Beneš (cseh) |

| 2004. május 29. 20:45 |

| Olaszország    | 2–1               | Szerbia és Montenegró |
| -------------- | ----------------- | --------------------- |
| Sculli 30' 53' | (1–0) Jegyzőkönyv | Vukčević 86'          |

| Ruhrstadion, Bochum Játékvezető: Grzegorz Gilewski (lengyel) |

| 2004. június 1. 20:45 |

| Olaszország  | 1–0               | Horvátország |
| ------------ | ----------------- | ------------ |
| De Rossi 21' | (1–0) Jegyzőkönyv |              |

| Ruhrstadion, Bochum Játékvezető: Bertrand Layec (francia) |

| 2004. június 1. 20:45 |

| Fehéroroszország | 1–2               | Szerbia és Montenegró                  |
| ---------------- | ----------------- | -------------------------------------- |
| Shkabara 13'     | (1–0) Jegyzőkönyv | Lazović 47' (11-esből) Milovanović 55' |

| Niederrheinstadion, Oberhausen Játékvezető: Alexandru Tudor (román) |

### B csoport
| Csapat      | M | Gy | D | V | G+ | G– | Gk | P |
| ----------- | - | -- | - | - | -- | -- | -- | - |
| Svédország  | 3 | 3  | 0 | 0 | 8  | 3  | +5 | 9 |
| Portugália  | 3 | 1  | 1 | 1 | 5  | 6  | –1 | 4 |
| Németország | 3 | 1  | 0 | 2 | 4  | 5  | –1 | 3 |
| Svájc       | 3 | 0  | 1 | 2 | 4  | 7  | –3 | 1 |

| 2004. május 28. 18:15 |

| Németország               | 2–1               | Svájc        |
| ------------------------- | ----------------- | ------------ |
| Auer 21' Hitzlsperger 63' | (1–0) Jegyzőkönyv | D. Degen 75' |

| Stadion am Bruchweg, Mainz Játékvezető: Bertrand Layec (francia) |

| 2004. május 28. 20:45 |

| Svédország                    | 3–1               | Portugália  |
| ----------------------------- | ----------------- | ----------- |
| Elmander 40' 50' Ishizaki 71' | (1–1) Jegyzőkönyv | Almeida 28' |

| Carl-Benz-Stadion, Mannheim Játékvezető: Alexandru Tudor (román) |

| 2004. május 30. 18:15 |

| Németország | 1–2               | Svédország               |
| ----------- | ----------------- | ------------------------ |
| Auer 84'    | (0–0) Jegyzőkönyv | Jönsson 49' Elmander 62' |

| Carl-Benz-Stadion, Mannheim Játékvezető: Luis Medina Cantalejo (spanyol) |

| 2004. május 30. 20:45 |

| Svájc                     | 2–2               | Portugália                         |
| ------------------------- | ----------------- | ---------------------------------- |
| Vonlanthen 57' Baykal 86' | (0–0) Jegyzőkönyv | Martins 66' (11-esből) Almeida 71' |

| Stadion am Bruchweg, Mainz Játékvezető: Matthew David Messias (angol) |

| 2004. június 2. 18:15 |

| Németország        | 1–2               | Portugália               |
| ------------------ | ----------------- | ------------------------ |
| Schweinsteiger 41' | (1–1) Jegyzőkönyv | Almeida 24' Lourenço 78' |

| Stadion am Bruchweg, Mainz Játékvezető: Grzegorz Gilewski (lengyel) |

| 2004. június 2. 18:15 |

| Svájc        | 1–3               | Svédország                          |
| ------------ | ----------------- | ----------------------------------- |
| Barnetta 21' | (1–1) Jegyzőkönyv | Jaggy 40' (öngól) Rosenberg 62' 88' |

| Carl-Benz-Stadion, Mannheim Játékvezető: Michal Beneš (cseh) |

### Egyenes kieséses szakasz
|  |                        |                       |                       |                       |   |             |             |       |
|  | Elődöntők              | Elődöntők             | Elődöntők             |                       |   | Döntő       | Döntő       | Döntő |
|  | Elődöntők              | Elődöntők             | Elődöntők             |                       |   | Döntő       | Döntő       | Döntő |
|  | június 5. – Bochum     |                       |                       |                       |   |             |             |       |
|  |                        |                       |                       |                       |   |             |             |       |
|  | Svédország             | Svédország            | 1 (5)                 |                       |   |             |             |       |
|  | Svédország             | Svédország            | 1 (5)                 | június 8. – Bochum    |   |             |             |       |
|  | Szerbia és Montenegró  | Szerbia és Montenegró | 1 (6)                 |                       |   |             |             |       |
|  | Szerbia és Montenegró  | Szerbia és Montenegró | 1 (6)                 |                       |   | Olaszország | Olaszország | 3     |
|  | június 5. – Oberhausen |                       |                       |                       |   | Olaszország | Olaszország | 3     |
|  |                        |                       | Szerbia és Montenegró | Szerbia és Montenegró | 0 |             |             |       |
|  | Olaszország            | Olaszország           | Szerbia és Montenegró | Szerbia és Montenegró | 0 | 3           |             |       |
|  | Olaszország            | Olaszország           |                       |                       |   |             |             |       |
|  | Portugália             | Portugália            | 1                     |                       |   |             |             |       |
|  | Portugália             | Portugália            | 1                     |                       |   |             |             |       |
|  |                        |                       |                       |                       |   |             |             |       |

## Elődöntő
| 2004. június 5. 18:15 |

| Svédország                                          | 1–1 (h. u.)          | Szerbia és Montenegró                                    |
| --------------------------------------------------- | -------------------- | -------------------------------------------------------- |
| Stefanidis 36'                                      | (1–0) ] Jegyzőkönyv] | Marić 90+1'                                              |
| Büntetőpárbaj                                       |                      |                                                          |
| Ishizaki Jönsson Holmén Dorsin Rosenberg Stefanidis | 5–6                  | Delibašić Vukčević Milovanović Đalović Miladinović Marić |

| Ruhrstadion, Bochum Játékvezető: Matthew David Messias (angol) |

| 2004. június 5. 20:45 |

| Olaszország                 | 3–1               | Portugália   |
| --------------------------- | ----------------- | ------------ |
| Gilardino 19' 77' Pinzi 24' | (2–1) Jegyzőkönyv | Oliveira 28' |

| Niederrheinstadion, Oberhausen Játékvezető: Michal Beneš (cseh) |

### Olimpiai pótselejtező
| 2004. június 8. 18:15 |

| Portugália                                        | 3–2 (h. u.)       | Svédország                   |
| ------------------------------------------------- | ----------------- | ---------------------------- |
| Viana 76' (11-esből) J. Ribeiro 84' Carlitos 114' | (0–1) Jegyzőkönyv | Elmander 45+1' Rosenberg 90' |

| Niederrheinstadion, Oberhausen Játékvezető: Luis Medina Cantalejo (spanyol) |

## Döntő
| 2004. június 8. 21:00 |

| Olaszország                         | 3–0               | Szerbia és Montenegró |
| ----------------------------------- | ----------------- | --------------------- |
| De Rossi 32' Bovo 83' Gilardino 85' | (1–0) Jegyzőkönyv |                       |

| Ruhrstadion, Bochum Játékvezető: Luis Medina Cantalejo (spanyol) |

| A 2004-es U21-es labdarúgó-Európa-bajnokság győztese |
| ---------------------------------------------------- |
| OLASZORSZÁG 5. cím                                   |

## Olimpia
A 2004. évi athéni olimpiai játékokra a következő együttesek jutottak ki:
- Olaszország
- Szerbia és Montenegró
- Portugália
- Görögország (mint rendező)

## Gólszerzők
| 4 gólos - Alberto Gilardino - Johan Elmander 3 gólos - Hugo Almeida - Markus Rosenberg 2 gólos - Benjamin Auer - Daniele De Rossi - Giuseppe Sculli - Danko Lazović 1 gólos - Alexander Hleb - Raman Kirenkin - Pavel Kirylchyk - Aleh Shkabara - Niko Kranjčar - Mario Lučić - Eduardo da Silva - Thomas Hitzlsperger - Bastian Schweinsteiger - Cesare Bovo - Giampiero Pinzi | 1 gólos - Carlitos - Luis Lourenço - Carlos Martins - Pedro Oliveira - Jorge Ribeiro - Hugo Viana - Branislav Ivanović - Goran Lovre - Miloš Marić - Dejan Milovanović - Simon Vukčević - Stefan Ishizaki - Jon Jönsson - Babis Stefanidis - Tranquillo Barnetta - David Degen - Baykal Kulaksızoğlu - Johan Vonlanthen Öngólos - Kim Jaggy (Svédország ellen) |